# Доллингер, Рудольф
Рудольф Доллингер (нем. Rudolf Dollinger; род. 4 апреля 1944) — австрийский стрелок, призёр Олимпийских игр.
Рудольф Доллингер родился в 1944 году в Тельфес-им-Штубае. В 1972 году на Олимпийских играх в Мюнхене он завоевал бронзовую медаль в стрельбе из произвольного пистолета на дистанции 50 м. В 1976 году на Олимпийских играх в Монреале он повторил этот результат.